# Tractat d'Amasya
El tractat d'Amasya fou un conveni de pau entre Turquia i Pèrsia que fou signat a la ciutat d'Amasya (Amasia) entre perses i otomans el 29 de maig de 1555 que va cloure la Guerra otomano-safàvida de 1532 a 1555.
El 6 d'agost de 1554 els perses van enviar un captiu al campament turc a Bayazid amb una oferta de pau; poc després els perses van enviar un delegat especial oficial de nom Shah Kuli Aga al campament otomà a Erzurum (26 de setembre de 1554). La pau fou acceptada pels otomans i es va acordar un armistici. El tractat es va signar el 29 de maig de l'any següent i va garantir guanys territorials pels otomans, que controlaren Bagdad i les desembocadures del Tigris i l'Eufrates.
La pau va durar fins a la mort de Shah Tahmasp I el 1576.